# Slitu
Slitu is een plaats in de Noorse gemeente Indre Østfold, fylke Østfold. Slitu telt 626 inwoners (2007) en heeft een oppervlakte van 0,48 km².